# キム・ボムス
キム・ボムス（金範洙、김범수、1979年1月26日 - ）は、韓国の男性歌手。
北米の音楽チャートに登場した最初の韓国人歌手で、代表曲はドラマ『天国の階段』 の挿入曲「ポゴシプタ〜逢いたい」。なめらかな伸びのある歌声と、心に訴えかけるようなバラードの高い歌唱力で知られる。

## 来歴
ソウル芸術大学実用音楽科を卒業。その後チュンブ大学校に編入する。
パク・ソンジュ（朝鮮語: 박선주） に歌の指導を受ける。
1999年4月、第1集アルバム『A Promise』でデビューする。しばらくのあいだ、顔を隠している歌手としてテレビ出演などをいっさいせずに活動する。
2000年11月、第2集アルバムを発表。収録曲の「ハル（一日）」がヒットする。その「ハル」のミュージック・ビデオにソン・スンホン、ソン・ヘギョ、チ・ジニが出演していて話題になる。その後、この曲を「Hello Good-bye Hello」という曲名の英語版として発売。韓国人として初めてビルボード・シングル売上チャート(Billboard Hot 100 Singles Sales)に登場し、2001年12月22日に最高位51位を記録する。
2002年12月、第3集アルバムを発表。収録曲「ポゴシプタ〜逢いたい」が、ドラマ『天国の階段』 (SBS, 2003年12月 - 2004年2月) のサウンドトラックとして使用され、人気を得る。
2003年ごろからは、テレビなどのメディアに出演し始め、発売するアルバムの写真などにも顔を隠さずに出すようになる。
2005年12月6日、ソウルで開催された『日韓友情年記念コンサート』に出演する。ほかの出演者は BoA 、ピ、中島美嘉、平原綾香、SE7EN 、東方神起、V6 など。
2006年4月、現役兵として軍に入隊。芸能兵士として活動。2008年3月、予備役に転役。
2008年8月、アルバム『6集』を発表し、歌手活動を再開させる。2015年、2017年に来日公演。
2008年からはPolarisエンターテインメントに所属していたが、2017年末に契約が終了した。契約終了時にPolarisは、「キム・ボムスは2008年から現在までの10年間、当社と苦楽を共にした歌手です。「歌手」と表現しましたが、私たちには「家族」のような人でした。友人のような義理堅さ、家族のような温かさがあったため、その長い時間を共にすることができました。キム・ボムスと共にした時間がとても幸せでした」というコメントを発表した。Polaris傘下の芸能養成施設「Mアカデミー」が2012年に設立された時には、副院長を務めた。

## ディスコグラフィ

### アルバム

#### キム・ボムス名義
- 1集 A Promise (1999年4月16日)
- 2集 Remember (2000年11月)
- 2.5集 New Song and Special (2001年9月)
- 3集 Missing you（ポゴ シプタ） (2002年12月17日)
- 3.5集 Friends (2003年7月29日)
- 4集 The 4th Episode (2004年4月30日)
- Again (2005年1月21日) リメイク・アルバム
- Live Best (2005年4月22日)
- 5集 Remember Kim Bum Soo 5th―So Long... (2006年4月4日)
- 6集 (2008年8月19日)
- 7集 Solista Part.1 (2010年9月29日)
- 8集 Him（2014年11月25日）

## 出演

### ラジオ
- 『夢見るラジオ (꿈꾸는 라디오 クムクヌン ラディオ)』 - ディスクジョッキー、MBC FM4U（朝鮮語: MBC FM4U）, 2009年11月2日 - 2010年10月17日、毎日 22:00 - 24:00

### テレビ
- 『私は歌手だ（朝鮮語: 나는 가수다）』 MBC, 2011年3月6日 - 。日本では、KNTV, 2011年5月6日 - 。

## 受賞歴
- 2003年 ミュージックビデオ賞 「ポゴシプタ〜逢いたい」
- 2003年 KBS歌謡大賞本賞（青少年部門の受賞者20組の1人）「ポゴシプタ〜逢いたい」
- 2004年 KBS歌謡大賞本賞（受賞者25組の1人）「カスメ ジヌン テヤン (胸に沈む太陽)」